# الحريزات الغربية
قرية الحريزات الغربية هي إحدى القرى التابعة لمركز المنشأة بمحافظة سوهاج في جمهورية مصر العربية. حسب إحصاءات سنة 2006، بلغ إجمالي السكان في الحريزات الغربية 14490 نسمة، منهم 7559 رجل و6931 امرأة.